# Gabriel Bianco
Pour les articles homonymes, voir Bianco (homonymie).
Gabriel Bianco, né le 25 avril 1988 dans le 17e arrondissement de Paris, est un guitariste classique français.

## Biographie
Né dans une famille de musiciens, il commence la guitare à l'âge de 5 ans avec son père. Il rentre au CNR-CSP de Paris en 1997. À 12 ans, il enregistre sur la chaîne mezzo pour l'émission  Musiciens en herbe. En 2002, il participe à une pièce de théàtre, avec la compagnie Théâtre fragile. À 15 ans, il donne son premier récital.
Il participe également en 2005 à la création d'œuvres contemporaines (Alma Sola). La même année, il rentre au Conservatoire national supérieur de musique et de danse de Paris (CNSMDP). Il acquiert de la notoriété. Il donne de nombreux concerts en Europe et ailleurs.
Le 2 juin 2008, il obtient le premier prix du CNSMDP mention très bien à l'unanimité avec les félicitations du jury, à l'occasion du récital de prix. En août 2008, il remporte le prestigieux GFA, enregistrera un CD (maison de disques Naxos) et fera une tournée de concert en Amérique l'année suivante.
En 2012, il fonde avec Benjamin Valette, Pierre Lelievre, et Arkaïtz Chambonnet le quatuor de guitares classiques Eclisses qui l'année suivante remporte le premier prix de la FNAPEC.
Passionné par la musique de son temps, il enregistre en 2025 pour le label Naxos l'album A Parisian in Paris consacré aux compositrices et compositeurs Camille Pépin, Karol Beffa, Jules Matton et Matthieu Stefanelli.

## Prix de concours
Gabriel Bianco a passé dix concours internationaux et remporté sept premiers prix et trois seconds prix :
- Premiers prix :
  - Concours International de guitare de Sernancelhe, Portugal ; 2005
  - Concours International de guitare de l'Île de Ré, France ; 2006
  - Concours International de guitare de Vienne (Gitarre Forum Wien), Autriche ; 2006
  - Concours International de guitare de Tichy (Slaska Jesien Gitarowa), Pologne ; 2006
  - Concours International de guitare de Coblence (Koblenz guitar festival), Allemagne ; 2007
  - Concours International de guitare Robert-Jean Vidal, Barbezieux-Saint-Hilaire, France ; 2007.
  - Concours International de guitare du GFA (Guitar Foundation of America), États-Unis ; 2008